# أليخاندرو مارتينيز هرنانديز
أليخاندرو مارتينيز هرنانديز (بالإسبانية: Alejandro Martínez Hernández)‏ هو سياسي مكسيكي، ولد في 11 يناير 1962 في ولاية تلاكسكالا في المكسيك. حزبياً، نشط في حزب الثورة الديمقراطية. وقد انتخب عضو مجلس النواب المكسيك.